# Adolph Wratislaw von Sternberg

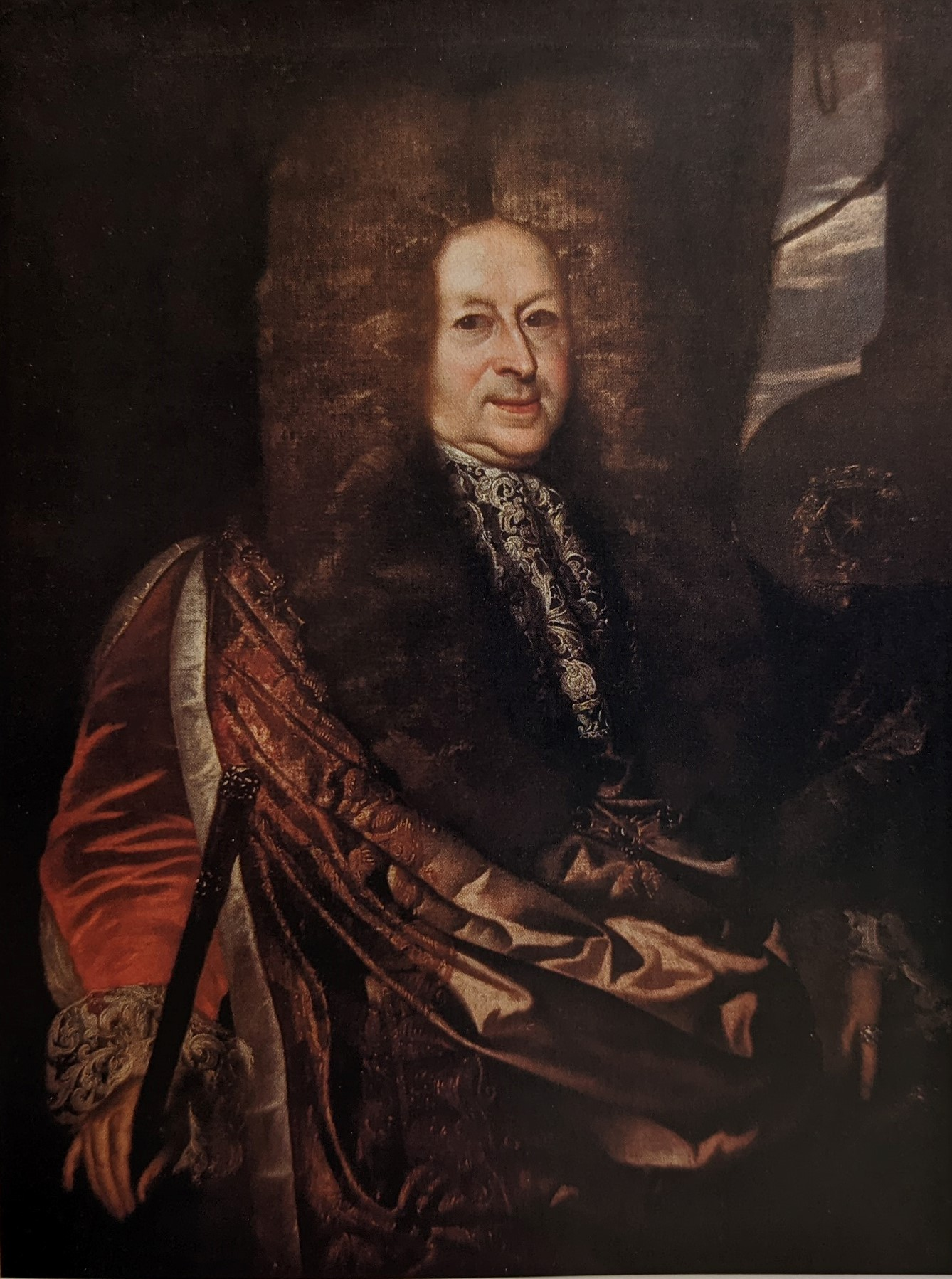
Adolph Wratislaw von Sternberg

Freiherr Adolph Wratislaw von Sternberg (auch: Udalrich Adolph Wratislaw, * 1627; † 3. September 1703 in Prag) war k. k. Staatsmann, kaiserlicher Kommissar und Diplomat und zuletzt Oberst-Burggraf von Böhmen. Er war seit 1661 Graf.

## Leben und Laufbahn
Seine Eltern waren Johann Rudolph von Sternberg (* 28. Januar 1601; † 18. März 1638) und dessen Ehefrau Helene Eustachia Křinecký von Ronow († 1644).
Er war zunächst im Staatsdienst und Kämmerer für Ferdinand Franz von Böhmen (1633–1654). Dann war er als kaiserlicher Kommissar in verschiedenen Reichsangelegenheiten tätig. Als Diplomat war er 1673 bis 1674 kaiserlicher Botschafter am königlich schwedischen Hof, wo er den wichtigen Auftrag hatte, Schweden von der Allianz mit Frankreich abzuhalten.
Ab 1685 bekleidete er die Stelle des ersten Statthalters und Oberst-Burggrafen von Böhmen.
Der Graf diente dem Erzherzog Leopold bereits bevor dieser zum Kaiser gewählt wurde. Er und der Kaiser standen bis zu dessen Tod im ununterbrochenen Briefkontakt, den der Graf auch mit anderen Persönlichkeiten seiner Zeit unterhielt. Für seine Dienste wurde Sternberg 1661 vom Kaiser zum Grafen ernannt und 1687 mit dem Orden vom Goldenen Vließ (Nr. 532) ausgezeichnet.
Nachdem die männliche Linie der Familie seiner Frau ausgestorben war, erbte er die Güter Žirovnice (Serowitz) und Stráze. Um seine Erbe abzusichern, errichtete er am 21. Januar 1701 mit kaiserlicher Genehmigung einen Fideikommiss mit den Gütern Zasmuky (Sasmuk) und Častolovice.

## Familie
Sternberg heiratete am 16. Januar 1654 die Gräfin Anna Lucie Slavata von Chlum und Koschumberg (* 1637; † 3. März 1703). Das Paar hatte mehrere Kinder:
- Marie Anna Klara († 1699) ⚭ Graf Johann Wilhelm von Kaunitz (* 1656; † 20. März 1721)
- Maria Eleonore (* 1656; † 2. Dezember 1706) ⚭ 1675 Graf Dominik Andreas I. von Kaunitz (* 30. November 1654; † 11. Januar 1705)
- Marie Renata (* 1658; † 17. Februar 1724) (?) ⚭ Graf Karl Joseph von Paar (* 20. Mai 1654; † 12. Mai 1725)
- Franz Karl
- Josef (* 1667)
- Marie Josefa (* 31. Oktober 1668; † 28. Dezember 1747) ⚭ 1697 Graf Georg Adam von Martinitz (* 1645; † 24. Juli 1714)
- Maria Karolina Josefa (*ca. 1670; † 9. April 1754) ⚭ 1692 Fürst Johann Anton II. Josef von Eggenberg (* 6. Januar 1669; † 9. Januar 1716)
- Maria Theresia (* nach 1671) ⚭ Graf Johann Maximilian von Thun-Hohenstein (* 1. Dezember 1673; † 25. März 1701), Sohn von Don Maximilian von Thun-Hohenstein
- Franz Damian Jakob Josef (* 26. Juli 1676; † 15. Mai 1723) ⚭ 1699 Gräfin Marie Josefa von Trauttmansdorff (* 29. August 1681; † 30. November 1742) → Damiansche Linie, Eltern von Franz Philipp von Sternberg
- Franz Leopold  (* 9. Juli 1680; † 14. Mai 1745) ⚭ 1708 Prinzessin Maria Anna Johanna von Schwarzenberg (* 23. November 1688; † 27. September 1757) → Leopoldinsche Linie